# Budziska (gromada)
Budziska – dawna gromada, czyli najmniejsza jednostka podziału terytorialnego Polskiej Rzeczypospolitej Ludowej w latach 1954–1972.
Gromady, z gromadzkimi radami narodowymi (GRN) jako organami władzy najniższego stopnia na wsi, funkcjonowały od reformy reorganizującej administrację wiejską przeprowadzonej jesienią 1954 do momentu ich zniesienia z dniem 1 stycznia 1973, tym samym wypierając organizację gminną w latach 1954–1972.
Gromadę Budziska z siedzibą GRN w Budziskach utworzono – jako jedną z 8759 gromad – w powiecie węgrowskim w woj. warszawskim, na mocy uchwały nr VI/10/22/54 WRN w Warszawie z dnia 5 października 1954. W skład jednostki weszły obszary dotychczasowych gromad Barchów, Burakowskie, Budziska i Jasiorówka (z wyłączeniem przysiółka Samotrzask) ze zniesionej gminy Łochów w powiecie węgrowskim oraz obszar dotychczasowej gromady Kaliska ze zniesionej gminy Kamieńczyk w powiecie wołomińskim (woj. warszawskie). Dla gromady ustalono 26 członków gromadzkiej rady narodowej.
29 lutego 1956 do gromady Budziska przyłączono przysiółek Zagłusze z gromady Gwizdały w tymże powiecie.
Gromadę zniesiono 1 stycznia 1958, a jej obszar włączono do gromady Łochów w tymże powiecie.